# Federico Oliver Crespo
Federico Oliver Crespo (Chipiona, 22 de octubre de 1873-Madrid, 22 de febrero de 1957) fue un escultor, escritor, dramaturgo y director teatral, primer presidente de la Sociedad General de Autores de España. 

## Biografía
Nacido en la localidad gaditana de Chipiona el 22 de octubre de 1873, con pocos años se trasladó a Sevilla, donde estudió escultura y participó en la reforma de la catedral. En 1894 fue a Madrid para ingresar en la Escuela de Pintura, Escultura y Grabado, y obtuvo en 1897 medalla en la Exposición Nacional de Bellas Artes por su grupo escultórico Sin pan, de acusado realismo. Su amistad con los dramaturgos hermanos Serafín y Joaquín Álvarez Quintero, quienes le instigaban a escribir, le fue llevando al mundo del teatro, aunque su relación con la farándula no se redujo a su faceta creativa, ya que fue director artístico de la compañía de su esposa, la actriz Carmen Cobeña. Fueron padres de la actriz Carmita Oliver y abuelos del escritor y cineasta Jaime de Armiñán.
El éxito de su primera pieza La muralla (1898), donde esta actriz trabajaba, le llevó a consagrarse por entero al teatro. Se casó en 1903 y formó ese mismo año con su esposa una compañía que llevó a la escena numerosas obras de autores españoles, entre ellos Benito Pérez Galdós (Casandra), Miguel de Unamuno (La esfinge), Jacinto Benavente (Señora ama) y José López Pinillos (Hacia la dicha y La otra vida), así como la primera versión contemporánea de La Celestina de Fernando de Rojas en 1909, arreglada por el crítico Francisco Fernández Villegas "Zeda". Hizo giras por España y América y en 1914 se encargó de la dirección artística del Teatro Español.

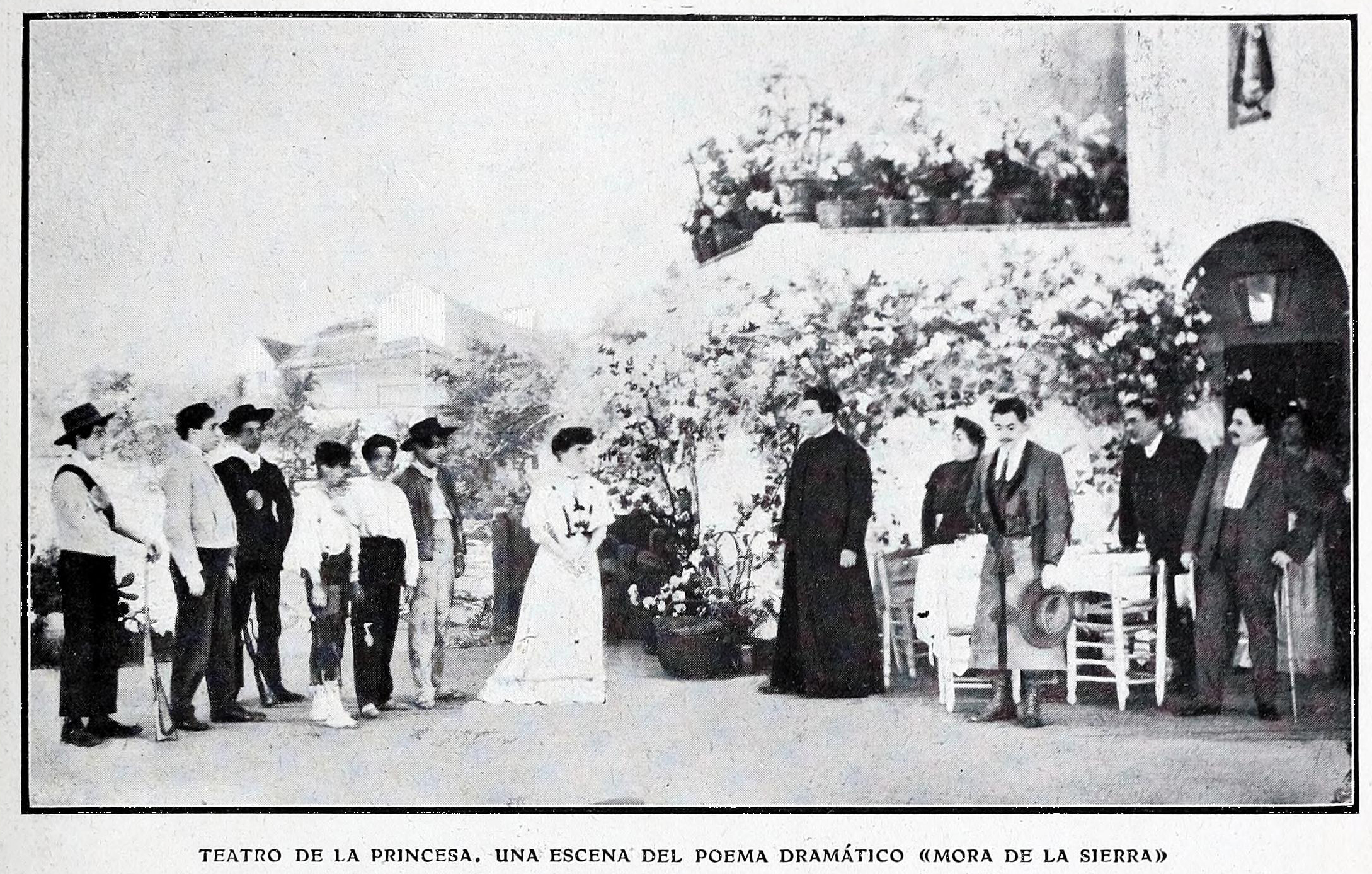
Una escena del poema dramático Mora de la Sierra (Teatro de la Princesa, diciembre de 1907)

La producción dramática de Oliver sigue dos líneas fundamentales: la comedia de crítica de costumbres de impronta regeneracionista en la línea de Galdós y Joaquín Dicenta, y la comedia burguesa. A la primera pertenecen sus piezas más conocidas: La muralla (1898), melodrama que, con el mundo obrero de fondo, explora la controvertida relación entre un aprendiz de escultor y la hija de un aristócrata; La Neña (1904), que, ambientada en un pueblo asturiano, se sumerge en los temas de la emigración americana y la trata de blancas; El crimen de todos (1916), crítica en torno a la tolerancia judicial respecto de los crímenes pasionales desarrollada a partir de dos personajes contrapuestos, el comprometido escritor Ramiro Cuesta –posible homenaje a los escritores Ramiro de Maeztu y Joaquín Costa– y Jonio de Híspalis, representante de una literatura escapista; El pueblo dormido, (1917) interesante, aunque muy irregular pieza sobre la regeneración de la política española; Los pistoleros (1931), melodrama centrado en el movimiento obrero barcelonés durante los años veinte, y, sobre todo, el drama social Los semidioses (1914), su obra más conocida y representada, una apuesta compleja en la que desarrolla algunos de sus temas predilectos: bajo la evidente crítica del vicio por la fiesta nacional representado por el padre y el hermano del protagonista, se esconde una honda reflexión en torno a la abulia y el canismo como males endémicos del pueblo español, solo erradicables a través de una educación pautada y estricta.
En el campo de la comedia burguesa, destacan piezas como El azar (1926), Lo que ellas quieren (1926), Oro molido (1928) y, sobre todo, Han matado a Don Juan (1929), una versión desmitificadora, en clave política, del mito del eterno seductor sevillano.
Oliver cultivó también la poesía y el ensayo; la necrológica del ABC destaca en particular sus versos sobre gitanismo.

## Obras principales
- La muralla (1898)
- La Neña (1904)
- El crimen de todos (1916)
- El pueblo dormido, (1917)
- Los pistoleros (1931)
- Los semidioses (1914),
- El azar (1926)
- Lo que ellas quieren (1926)
- Oro molido (1928)
- Han matado a Don Juan (1929).
- La juerga
- Mora de la Sierra
- La pasión
- Atocha
- Los cómicos de la legua
- Las hilanderas, zarzuela con música del maestro Serrano.
- La esclava
- Aníbal
- La campanera de la Giralda
- Susana y los viejos
- El pobre violín
- Los demonios se van
- La comedia del amor